# Silberschatz von Rogozen

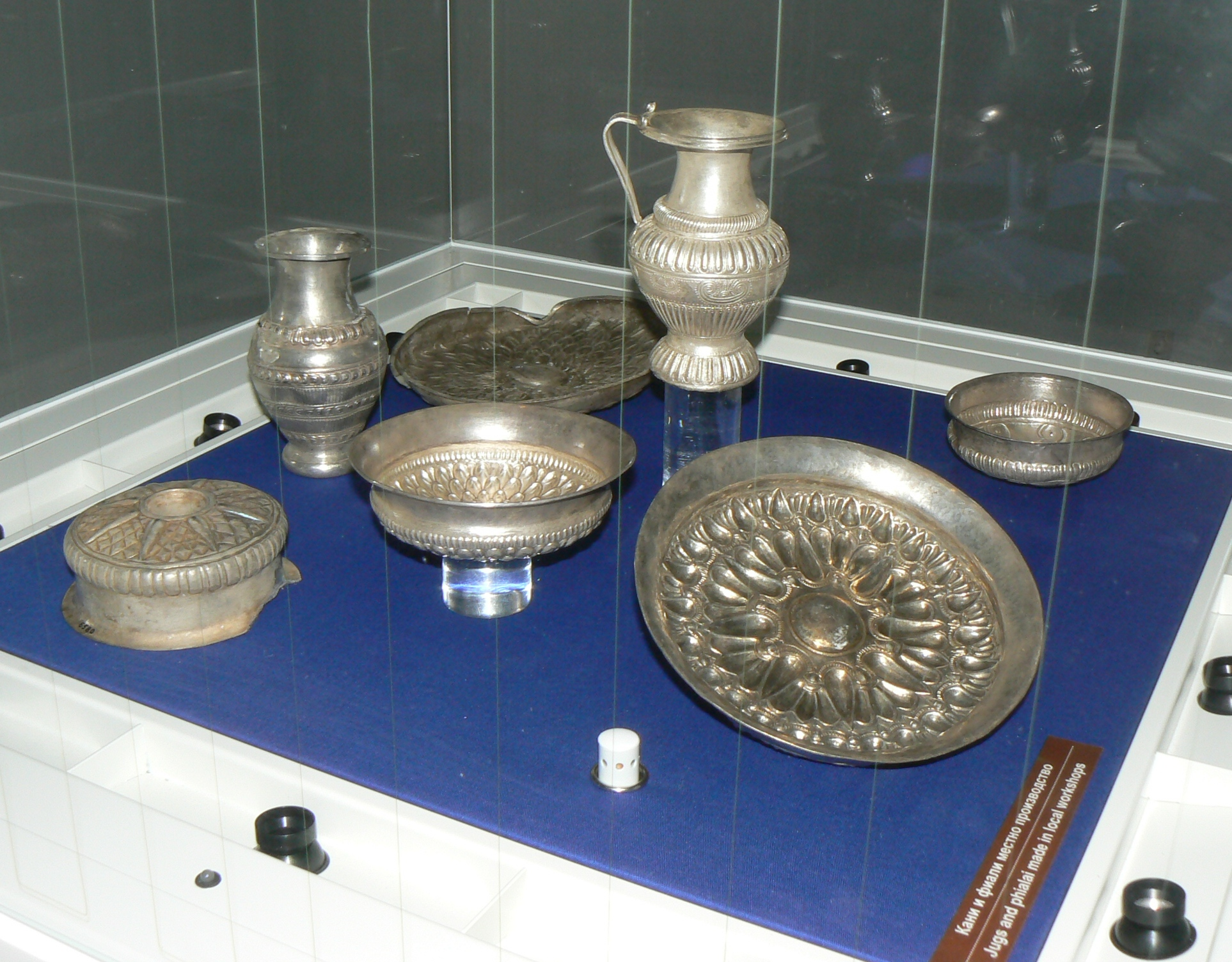
Teile des Schatzes von Rogozen

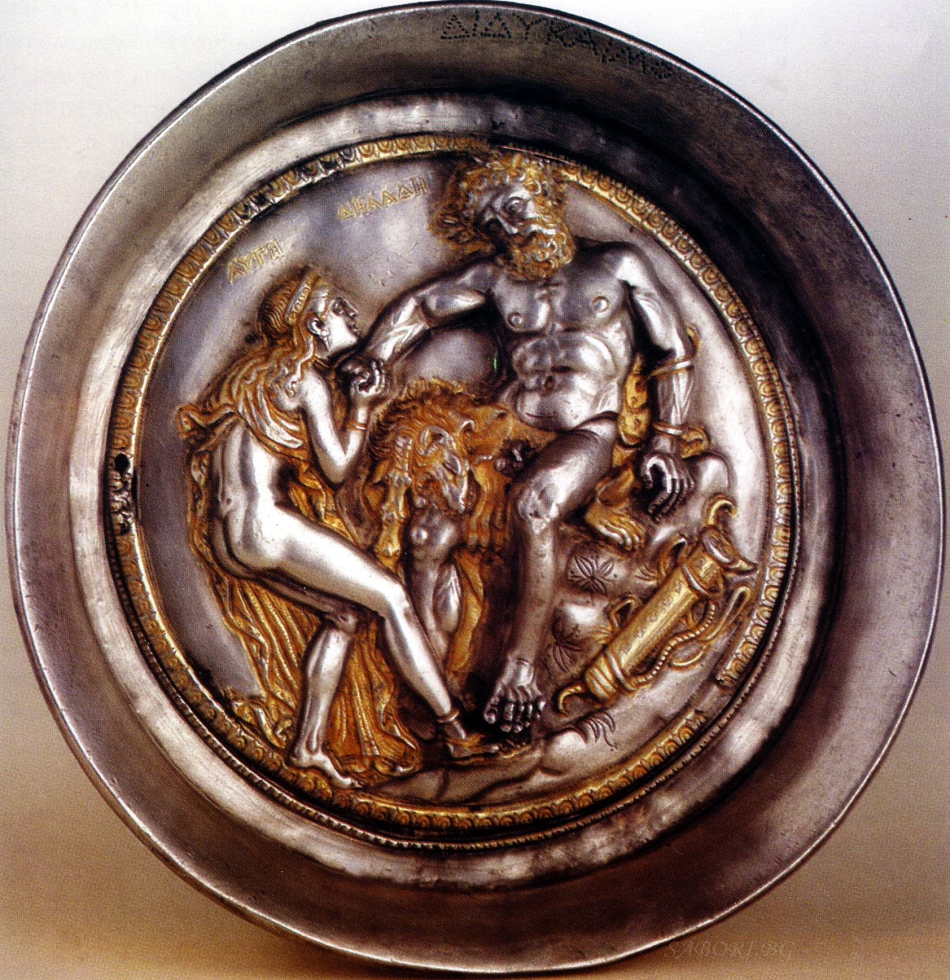
Phiale: Herakles und Auge

Der Silberschatz von Rogozen (bulgarisch Рогозенско съкровище, transkr. Rogosensko skrowischte) ist ein thrakischer Silberschatz, der in dem nordbulgarischen Dorf Rogosen gefunden wurde.
Der Schatz wurde 1985 zufällig von einem Traktorfahrer in seinem Garten gefunden und besteht aus 108 Phialen, 54 Kannen und 3 Kelchen. Die reich vergoldeten Silbergefäße wiegen mehr als 20 kg. Die Ornamentik ist bei jedem Gegenstand als unterschiedliches Relief ausgefertigt, was diesen Schatz zu einer wichtigen Informationsquelle über die Thraker macht.
Das nordbulgarische Dorf und der Schatz sind seit 2008 Namensgeber für die Insel Rogozen Island in der Antarktis.

## Siehe auch

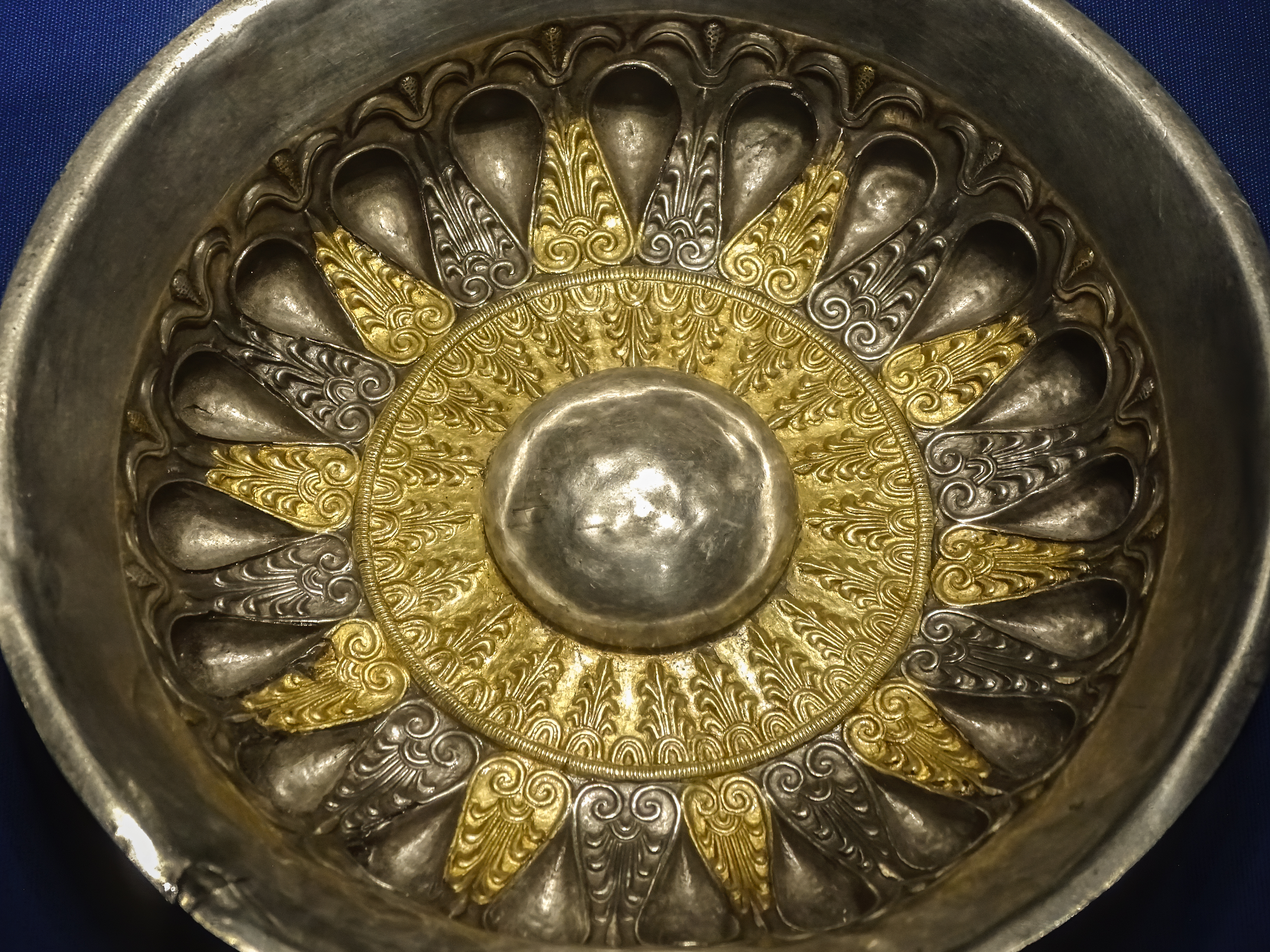
Silberne Omphalosschale von Rogozen